# بیابانی بالا
بیابانی بالا یک روستا در ایران است که در دهستان باقران واقع شده‌است.